# Jurij Lorentsson
Jurij Jevgenjevitj Lorentsson (på russisk: Юрий Евгеньевич Лоренцсон) (født 2. december 1930 i Leningrad, død 24. december 2002) var en russisk roer og dobbelt olympisk medaljevinder.

## Rokarriere
Lorentsson var styrmand i både ottere og toere med styrmand gennem en lang årrække. Han deltog første gang i OL i 1960 i Rom i den sovjetiske otter, der ikke nåede finalen. To år senere var han med i den sovjetiske otter, der vandt VM-sølv. I 1963 og 1964 var han med til at vinde EM-sølv for Sovjetunionen i otteren. Ved OL 1964 i Tokyo nåede den sovjetiske otter finalen og blev nummer fem. Ved EM 1967 opnåede han sit bedste resultat gennem karrieren, da han var med til at vinde guld i firer med styrmand.
Ved OL 1968 i Mexico City måtte den sovjetiske otter ud i opsamlingsheat for at nå finalen, og her var vesttyskerne stærkest og vandt guld, mens australierne fik sølv og Lorentsson og hans båd sikrede sig bronze. Roerne i hans båd var Zigmas Jukna, Antanas Bagdonavičius, Volodymyr Sterlyk, Juozas Jagelavičius, Aleksandr Martysjkin, Vytautas Briedis, Valentyn Kravtjuk og Viktor Suslin.
Ved OL 1972 i München roede Lorentsson toer med styrmand og var med til at blive nummer fem, og året efter var han igen med i otteren, der denne gang vandt EM-bronze. Hans sidste OL blev i 1976 i Montreal, hvor han igen var styrmand i den sovjetiske toer med styrmand, der her blev roet af Jurij Sjurkalov og Dmitrij Bekhterev. Med en tredjeplads i indledende runde kvalificerede de sig til semifinalen, hvor de blev nummer to og kom i finalen. Her måtte den sovjetiske båd se langt efter den østtyske, der vandt guld, mens Lorentsson og hans roere fik sølv og Tjekkoslovakiet bronze.

## OL-medaljer
- 1976:  Sølv i toer med styrmand
- 1968:  Bronze i otter